# باسيل ويلكيرسون
باسيل ويلكيرسون (بالإنجليزية: Basil Wilkerson)‏ هو لاعب كرة قدم أمريكية أمريكي، ولد في 22 يناير 1907 في دنكان في الولايات المتحدة، وتوفي في 1 سبتمبر 1967 في أوديسا في الولايات المتحدة.

## وصلات خارجية
- باسيل ويلكيرسون على موقع مرجع كرة القدم المحترفة.كوم (الإنجليزية)